# Davanagere (distrikt)
Davanagere är ett distrikt i Indien.   Det ligger i delstaten Karnataka, i den södra delen av landet, 1 600 km söder om huvudstaden New Delhi. Antalet invånare är 1 945 497.
Följande samhällen finns i Davanagere:
- Davangere
- Harihar
- Harpanahalli
- Malebennūr
- Channagiri
- Honnāli
- Jagalūr
- Nyāmati
- Māyakonda
- Lokikere
- Chigateri
- Hadadi